# Armageddon (Clementino)
Armageddon (anche conosciuto come Armageddon Mixtape) è un album dei due rapper italiani Clementino e Dope One e del beatmaker O' Luwong.
L'album è stato pubblicato il 12 gennaio 2013 sia in copia fisica che in digitale.
L'album si è piazzato in quarta posizione della classifica degli album Hip-Hop/Rap dell'iTunes Store.
Dall'album è stato estratto un video musicale, Bomba atomica, pubblicato il 21 dicembre 2012.

## Tracce
1. Intro (feat. Sud Sound System) – 0:49
2. Bomba atomica – 3:11
3. Big Bang – 3:17
4. Smoke (feat. Jovine) – 3:46
5. Amico mio – 3:54
6. Campania (provincia del funk) (feat. Ekspo & Kayaman) – 4:08
7. Block Party – 3:38
8. Father (feat. 'Ntò & Wena) – 3:43
9. Apocalisse – 3:44
10. DJing (O' Luwong Remix) – 3:03
11. Cassius Clay – 3:13
12. VIP (sotto pressione) – 3:19
13. Armageddon – 3:09